# Озборн 1
Osborne Corporation OSBORNE 1 (OSBORNE 1) је био преносни рачунар фирме Osborne Corporation који је почео да се производи у САД од 1981. године.
Рачунар је био тежак, око 11 kg и преносио се у нечему што се најбоље може описати као кофер. Имао је црно-бијели екран од 5 инча, 64 килобајта RAM меморије, и 2 флопи диск драјва. Користио је CP/M оперативни систем и продавао се за 1795 долара. Имао је одређен успех на тржишту, али је нестао из употребе развојем PC-компатибилних лаптоп рачунара.

## Детаљни подаци
Детаљнији подаци о рачунару OSBORNE 1 су дати у табели испод.
|                       |                                                                       |
| [ 1 ]                 |                                                                       |
| Произвођач            |                                                                       |
| Тип                   | преносни рачунар                                                      |
| Меморија              | 64                                                                    |
| Поријекло             | Сједињене Америчке Државе                                             |
| Година                | 1981                                                                  |
| Тастатура             | тастатура са пуним помаком тастера са одвојеном нумеричком тастатуром |
| Процесор              |                                                                       |
| Фреквенција процесора | 4                                                                     |
| RAM                   | 64                                                                    |
| ROM                   | 4                                                                     |
| Текст                 | 52 / 80 / 104 знакова x 24 линије                                     |
| Графика               | само графички знакови                                                 |
| Боја                  | једна боја                                                            |
| Звук                  | мали звучник                                                          |
| Димензије             | 51(ширина) x 32,5 (дубина) x 22,5(висина) cm. Тежина: 10,2 .            |
| Портови               |                                                                       |
| Оперативни систем     |                                                                       |